# Chris Marquette
Christopher George Marquette, detto Chris (Stuart, 3 ottobre 1984), è un attore statunitense.

## Biografia
Figlio di Patricia Helen Market e Jorge Luis Marquette, un ingegnere nucleare, fratello maggiore degli attori Eric Marquette e Sean Marquette, a soli 4 anni ha iniziato a Dallas la sua carriera come modello, mentre il suo debutto sugli schermi è avvenuto negli anni novanta. Da bambino dapprima e da adolescente poi ha ottenuto vari ruoli cinematografici.
Nel 2004 ha recitato insieme ad Emile Hirsch e Paul Dano nella commedia romantica La ragazza della porta accanto. Lo stesso anno è entrato a far parte del cast della serie televisiva Joan of Arcadia, trovandosi così a lavorare con Michael Welch e Jason Ritter. Con quest'ultimo Marquette aveva già lavorato nel film horror Freddy vs. Jason del 2003. Nel 2007 ha preso parte al film drammatico Alpha Dog, recitando con Anton Yelchin, Vincent Kartheiser, Lukas Haas e ancora una volta con Emile Hirsch. L'anno successivo ha affiancato Sam Huntington e Jay Baruchel in Fanboys.

## Filmografia

### Cinema
- Sweet Nothing, regia di Gary Winick (1995)
- The Tic Code, regia di Gary Winick (1999)
- Freddy vs. Jason, regia di Ronny Yu (2003)
- La ragazza della porta accanto (The Girl Next Door), regia di Luke Greenfield (2004)
- Sugar Mountain, regia di Aaron Himelstein – cortometraggio (2005)
- Fellowship, regia di Lucas Elliot Eberl (2005)
- American Gun, regia di Aric Avelino (2005)
- Just Friends (Solo amici) (Just Friends), regia di Roger Kumble (2005)
- Alpha Dog, regia di Nick Cassavetes (2006)
- Invisible (The Invisible), regia di David S. Goyer (2007)
- Graduation, regia di Michael Mayer (2007)
- The Education of Charlie Banks, regia di Fred Durst (2007)
- Choose Connor, regia di Luke Eberl (2007)
- The Beautiful Ordinary, regia di Jess Bond (2007)
- The Day the Dead Weren't Dead, regia di Brandon Trost e Jason Trost – cortometraggio (2007)
- Fanboys, regia di Kyle Newman (2008)
- Corsa a Witch Mountain (Race to Witch Mountain), regia di Andy Fickman (2009)
- Infestation, regia di Kyle Rankin (2009)
- Perdona e dimentica (Life During Wartime), regia di Todd Solondz (2009)
- Il rito (The Rite), regia di Mikael Håfström (2011)
- The Double, regia di Michael Brandt (2011)
- 10 Rules for Sleeping Around, regia di Leslie Greif (2013)
- Affari di famiglia (Bad Country), regia di Chris Brinker (2014)
- Ombre dal passato (Broken Horses), regia di Vidhu Vinod Chopra (2015)
- Conspiracy - La cospirazione (Misconduct), regia di Shintaro Shimosawa (2016)
- Nostalgia, regia di Mark Pellington (2018)

### Televisione
- Saturday Night Live – serie TV, episodio 21x04 (1995)
- Aliens in the Family – serie TV, 8 episodi (1996)
- Beverly Hills 90210 (Beverly Hills, 90210) – serie TV, episodio 7x07 (1996)
- Law & Order - I due volti della giustizia (Law & Order) – serie TV, episodio 7x19 (1997)
- Destini (Another World) – serial TV, 3 puntate (1997)
- Remember WENN – serie TV, episodio 3x14 (1997)
- La tata (The Nanny) – serie TV, episodio 6x10 (1998)
- Disneyland – serie TV, episodi 2x03-3x12 (1998-2000)
- Lansky - Un cervello al servizio della mafia (Lansky), regia di John McNaughton – film TV (1999)
- Nash Bridges – serie TV, episodio 5x09 (1999)
- Settimo cielo (7th Heaven) – serie TV, episodio 4x10 (1999)
- Il tocco di un angelo (Touched by an Angel) – serie TV, episodi 5x24-7x10 (1999-2000)
- Papà, non so volare! (Up, Up, and Away!), regia di Robert Townsend – film TV (2000)
- E.R. - Medici in prima linea (ER) – serie TV, episodio 6x12 (2000)
- Even Stevens – serie TV, episodio 1x15 (2000)
- Squadra Med - Il coraggio delle donne (Strong Medicine) – serie TV, 44 episodi (2000-2005)
- Giudice Amy (Judging Amy) – serie TV, episodio 2x13 (2001)
- 61*, regia di Billy Crystal (2001)
- Pasadena – serie TV 13 episodi (2001-2002)
- Boston Public – serie TV, episodio 3x04 (2002)
- Miracles – serie TV, episodio 1x05 (2003)
- The Ripples, regia di Peter Mehlman – film TV (2003)
- Joan of Arcadia – serie TV 44 episod (2003-2005)
- Huff – serie TV, episodi 2x04-2x10-2x11 (2006)
- Weeds – serie TV, episodi 6x04-6x05 (2010)
- Criminal Minds – serie TV, episodio 6x02 (2010)
- Outlaw – serie TV, episodio 1x08 (2010)
- Dr. House - Medical Division (House, M.D.) – serie TV, episodio 7x17 (2011)
- Awake – serie TV, episodio 1x09 (2012)
- Hawaii Five-0 – serie TV, episodio 3x05 (2012)
- Mozart in the Jungle – serie TV, episodio 2x01 (2015)
- Lucifer – serie TV, episodio 1x04 (2016)
- Barry – serie TV, 4 episodi (2018)

## Riconoscimenti
Chris Marquette ha ottenuto due candidature nel 2006 per quanto riguarda gli MTV Movie Awards e i Teen Choice Awardss, entrambe per Just Friends (Solo amici) (2005).

## Doppiatori italiani
Nelle versioni in italiano delle opere in cui ha recitato, Chris Marquette è stato doppiato da:
- Davide Perino in Alpha Dog, Invisible, Fanboys, Corsa a Witch Mountain, Il rito
- Simone Crisari ne La ragazza della porta accanto, Barry, Magnum P.I.
- Monica Bonetto in Squadra Med - Il coraggio delle donne (1ª voce)
- Luigi Scribani in Squadra Med - Il coraggio delle donne
- Eric Alexander in Squadra Med - Il coraggio delle donne (3ª voce)
- Marco Baroni in Freddy vs. Jason
- Emiliano Coltorti in American Gun
- Fabrizio De Flaviis in Joan of Arcadia
- Flavio Aquilone in Just Friends - Solo amici
- Marco Bassetti in Dr. House - Medical Division
- Mirko Mazzanti in Hawaii Five-0
- Alessandro Budroni in The Double
- Fabrizio Manfredi in Affari di famiglia
- David Vivanti in Zombies in Love
- Ezio Conenna in Lucifer

Da doppiatore è sostituito da:
- Fabrizio De Flaviis ne La Mummia